# Андора на Европском првенству у атлетици у дворани 2019.
Андора је учествовала на 35. Европском првенству у дворани 2019 који се одржао у Глазгову, Шкотска, од 1. до 3. марта. Ово је било десето европско првенство у атлетици у дворани од 1990. године када је Андора први пут учествовала. Репрезентацију Андоре представљао је један атлетичар који се такмичио у трци на 800 метара.
На овом првенству представник Андоре није освојио ниједну медаља, нити је остварио неки резултат.

## Учесници
Мушкарци:
- Пол Моја — 800 м

## Резултати

### Мушкарци
| Атлетичар | Дисциплина | Лични рекорд | Квалификације | Квалификације | Полуфинале           | Полуфинале           | Финале               | Финале       | Детаљи |
| Атлетичар | Дисциплина | Лични рекорд | Резултат      | Место         | Резултат             | Место                | Резултат             | Место        | Детаљи |
| --------- | ---------- | ------------ | ------------- | ------------- | -------------------- | -------------------- | -------------------- | ------------ | ------ |
| Пол Моја  | 800 м      | 1:48,86 НР   | 1:53,21       | 7. у гр. 4    | Није се квалификовао | Није се квалификовао | Није се квалификовао | 33 / 33 (34) |        |